# Helgard Müller-Jensen

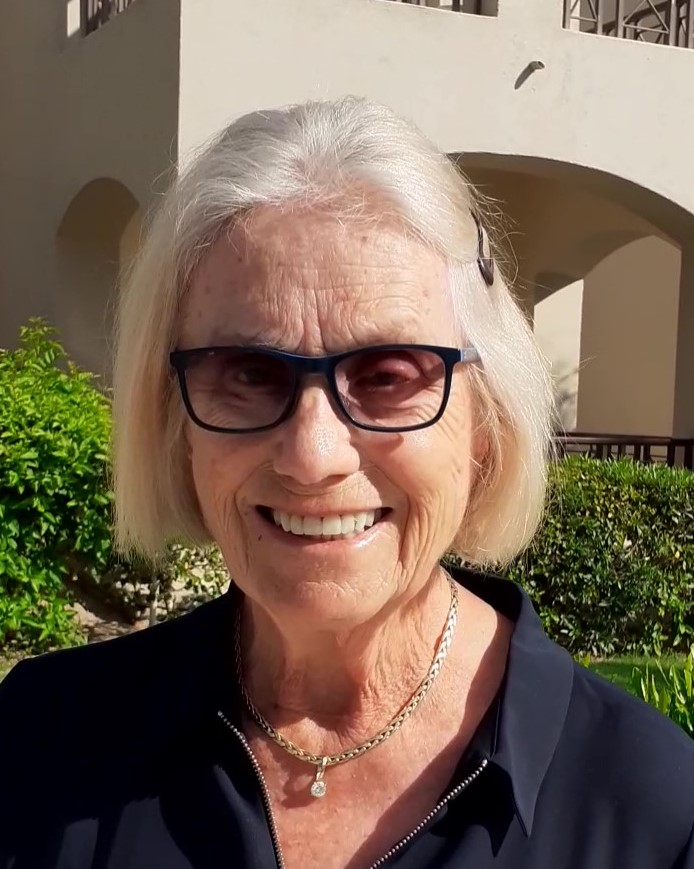
Helgard Müller-Jensen

Helgard Müller-Jensen (* 6. Januar 1939 in Eisenach als Helgard Rottloff) ist eine deutsche Galeristin für zeitgenössische Kunst.

## Leben
Sie gründete die „Galerie Rottloff“ im Alter von 22 Jahren, damals Studentin der Malklasse HAP Grieshaber an der Kunstakademie Karlsruhe.
Bereits seit 1961 stellte sie heute international bekannte Künstler wie Arnulf Rainer, Markus Prachensky, Gerhard Richter, Rupprecht Geiger, Otto Piene, Heinz Mack, Günther Uecker, Georg Karl Pfahler, Thomas Lenk, Erich Hauser, Lothar Quinte, Piero Dorazio, Karl Otto Götz und Herbert Zangs aus. Die Anzahl der präsentierten Maler und Bildhauer ist nach 60-jähriger Tätigkeit auf weit über 150 angewachsen und konzentriert sich in den letzten Jahren besonders auf Künstler aus dem südwestdeutschen Raum, z. B. Joachim Czichon, Erich Reiling, Karlheinz Bux, Sabine Funke, Winfried Virnich, Werner Pokorny, Heinz Pelz, Susanne Ackermann, Gabi Streile, Werner Schmidt und Ralph Fleck. Ein Schwerpunkt der Tätigkeit war die Herstellung von hochwertiger Original-Druckgrafik in eigener Druckwerkstatt in engster Zusammenarbeit mit den Künstlern in den 1960er bis Mitte der 1980er Jahre, die bis nach Japan und die USA verkauft wurde. Unter anderem begründete sie 1966 die Edition Kaufhof, die mit zur Entstehung der großen Kunstmessen in Köln und Basel beitrug. Von 1962 bis 1986 war sie verheiratet mit dem Maler Lothar Quinte, zwei Kinder, Katharina (* 1964) und Alexander (* 1965), wurden geboren. 1987 heiratete sie den Arzt und späteren Kunstwissenschaftler Kei Müller-Jensen.

## Bücher
- Georg Karl Pfahler, Werkverzeichnis der Druckgrafik 1960-75. Edition Rottloff, 1975
- Otto Piene, Werkverzeichnis der Druckgrafik 1960-76. Edition Rottloff, 1977
- Thomas Lenk, Werkverzeichnis der Serigrafien 1965-1975 ISBN 3-9800861-5-1, Edition Rottloff, 1985
- Lothar Quinte, Werkverzeichnis der Druckgrafik 1960-85. DVD, Edition Rottloff, 2002
- Will Müller-Jensen, Joachim Czichon Male Träume. Inbilder. Gedichte und Prosa. Serigrafien. ISBN 3-9800861-0-0, Edition Rottloff, 1983
- Kei Müller-Jensen, Das Motiv Auge, Edition Rottloff Karlsruhe, 2004/2007, ISBN 978-3-9800861-1-0
- Kei Müller-Jensen, Altern ist Kunst, Edition Rottloff Karlsruhe, 2015, ISBN 978-3-00-048737-8
- Herbert Zangs, Von Willkür und Ordnung, mit Texten von Susannah Cremer-Bermbach, Kei Müller-Jensen, Doris Quasebarth, Helgard Müller-Jensen, Herbert Zangs/Gerhard Klüsener. 2019, ISBN 978-3-00-063804-6.
- Rückblick, 60 Jahre Galerie Rottloff, mit Texten von Hans Belting, Thomas Lenk, Kei Müller-Jensen, Helgard Müller-Jensen, 2021
- Lothar Quinte: 100 Jahre Lothar Quinte, Text: Kei Müller-Jensen, Galerie Rottloff Karlsruhe, 2023, ISBN 978-3-9800861-7-2
- Herbert Zangs in Australien, Sammlung Wolfgang Jansen, Text: Wolfgang Jansen, Galerie Rottloff Karlsruhe 2024, ISBN 978-3-9800861-9-6
- Zahlreiche Künstlerkataloge seit 1961